# Hájek
Hájek är en ort i Tjeckien.   Den ligger i regionen Karlovy Vary, i den västra delen av landet, 110 km väster om huvudstaden Prag. Hájek ligger 468 meter över havet och antalet invånare är 397.
Terrängen runt Hájek är kuperad åt nordost, men åt sydväst är den platt.Runt Hájek är det tätbefolkat, med 343 invånare per kvadratkilometer. Närmaste större samhälle är Karlovy Vary, 6,6 km sydväst om Hájek. Omgivningarna runt Hájek är en mosaik av jordbruksmark och naturlig växtlighet.